# 现任中国人民政治协商会议浙江省地级行政区委员会主席列表

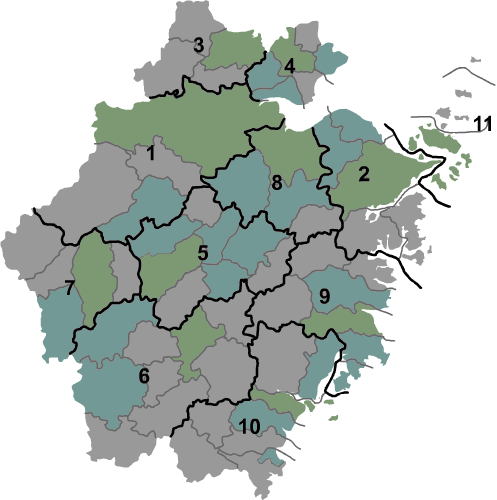
以浙江省地級行政區來劃分，
具體請見：「浙江省」條目，
「行政區劃」章節

本列表列出中华人民共和国浙江省11个地级行政区中国人民政治协商会议地方委员会的现任主席。根据2004年修订的《中国人民政治协商会议章程》规定，省、自治区、直辖市设中国人民政治协商会议的省、自治区、直辖市委员会；自治州、设区的市、县、自治县、不设区的市和市辖区，凡有条件的地方，均可设立中国人民政治协商会议各该地方的地方委员会。中国人民政治协商会议各级地方委员会设主席，副主席若干人和秘书长，中国人民政治协商会议各级地方委员会的主席主持常务委员会的工作。
现任地级行政区政协委员会主席中，有4位是女性，即中国人民政治协商会议台州市委员会主席叶海燕和中国人民政治协商会议丽水市委员会主席任淑女；任职时间最长的是中国人民政治协商会议舟山市委员会主席王伟，自2020年4月22日起任职，迄今5年3个月；任职时间最短的是中国人民政治协商会议衢州市委员会主席方健忠，自2022年4月28日起任职，迄今3年3个月。

## 副省级市政协委员会主席
| 副省级市政协委员会               | 政协委员会主席 | 上任日期 （任职时间）      | 出生年月            | 信息源 |
| -------------------------------- | -------------- | -------------------------- | ------------------- | ------ |
| 中国人民政治协商会议杭州市委员会 | 马卫光         | 2022年1月27日 （3年6个月） | 1962年10月 （62歲） | [ 2 ]  |
| 中国人民政治协商会议宁波市委员会 | 陈龙           | 2024年1月19日 （1年6个月） | 1964年7月 （61歲）  | [ 3 ]  |

## 地级市政协委员会主席
| 地级市政协委员会                 | 政协委员会主席 | 上任日期 （任职时间）      | 出生年月            | 信息源 |
| -------------------------------- | -------------- | -------------------------- | ------------------- | ------ |
| 中国人民政治协商会议温州市委员会 | 施艾珠 （女）  | 2025年1月22日 （6个月）    | 1965年11月 （59歲） | [ 4 ]  |
| 中国人民政治协商会议嘉兴市委员会 | 陈利众         | 2022年4月27日 （3年3个月） | 1966年7月 （59歲）  | [ 5 ]  |
| 中国人民政治协商会议湖州市委员会 | 李上葵         | 2022年4月14日 （3年3个月） | 1969年2月 （56歲）  | [ 6 ]  |
| 中国人民政治协商会议绍兴市委员会 | 张新宇         | 2025年1月22日 （6个月）    | 1971年10月 （53歲） | [ 7 ]  |
| 中国人民政治协商会议金华市委员会 | 叶卫红 （女）  | 2025年1月22日 （6个月）    | 1969年3月 （56歲）  | [ 8 ]  |
| 中国人民政治协商会议衢州市委员会 | 方健忠         | 2022年4月28日 （3年3个月） | 1964年5月 （61歲）  | [ 9 ]  |
| 中国人民政治协商会议舟山市委员会 | 王伟           | 2020年4月22日 （5年3个月） | 1965年2月 （60歲）  | [ 10 ] |
| 中国人民政治协商会议台州市委员会 | 叶海燕 （女）  | 2022年4月13日 （3年3个月） | 1965年1月 （60歲）  | [ 11 ] |
| 中国人民政治协商会议丽水市委员会 | 任淑女 （女）  | 2022年4月12日 （3年3个月） | 1965年10月 （59歲） | [ 12 ] |